# Élections parlementaires équatoguinéennes de 2017
Les élections parlementaires équatoguinéennes de 2017 se déroulent le 12 novembre 2017 afin de renouveler simultanément les deux chambres du Parlement de Guinée équatoriale.
Le Parti démocratique de Guinée équatoriale (PDGE) au pouvoir remporte 99 des 100 sièges de la Chambre des députés ainsi que la totalité des 55 sénateurs élus du Sénat.

## Contexte
Les élections ont lieu un an après la dernière présidentielle qui a vu la réélection de Teodoro Obiang Nguema Mbasogo, au pouvoir depuis 1979, avec 93,5 % des voix et une participation de 92,7 %.

## Système électoral
La Guinée équatoriale est dotée d'un parlement bicaméral composé d'une chambre basse, la Chambre des députés, et d'une chambre haute, le Sénat, renouvelées simultanément tous les cinq ans.
La Chambre des députés est composée de 100 députés élus au Scrutin proportionnel plurinominal à liste bloquées dans 7 circonscriptions plurinominales correspondants aux provinces de la Guinée équatoriale, avec un seuil électoral de 10%.
Le Sénat est pour sa part composé de 70 sénateurs dont 55 élus selon le même type de scrutin, mais dans 19 circonscriptions plurinominales, avec un seuil électoral de 10% également. Les 15 autres sénateurs sont nommés pour la même durée de mandat par le président. Peuvent également s'ajouter à ces 70 sénateurs jusqu'à 3 ex présidents, membres de plein droits.
Le vote n'est pas obligatoire,.

## Forces en présences
Le Parti démocratique de Guinée équatoriale (PDGE) du président en exercice Teodoro Obiang Nguema Mbasogo domine la vie politique équatoguinéenne. Lors des précédentes élections de 2013, le PDGE réunit au sein d'une coalition l'Union populaire (UP), l'Alliance démocratique progressiste (ADP), le Parti libéral (PL), le Parti coalition social-démocrate (PCSD), l'Union démocratique nationale (UDENA), le Parti social-démocrate (PSD), le Parti socialiste (PSGE), Convergence sociale démocratique et populaire (CSDP), la Convention libérale démocratique (CLD) et l'Union démocratique et sociale (UDS), totalisant 99 députés et 54 des sénateurs élus. Le parti Convergence pour la démocratie sociale (CPDS) remporte les uniques sièges restants dans chaque chambres,.

## Résultats
| Partis                   | Partis                                          | Voix           | %              | Députés        | +/-            | Sénateurs | +/-           |
| ------------------------ | ----------------------------------------------- | -------------- | -------------- | -------------- | -------------- | --------- | ------------- |
|                          | Parti démocratique de Guinée équatoriale (PDGE) | 250 260        | 92,00          | 99             | en stagnation  | 55        | 1             |
|                          | Citoyens pour l'innovation (CI)                 | 15 696         | 5,77           | 1              | Nv             | 0         | Nv            |
|                          | Convergence pour la démocratie sociale (CPDS)   | 6 066          | 2,23           | 0              | 1              | 0         | 1             |
|                          | Membres nommés                                  | Membres nommés | Membres nommés | Membres nommés | Membres nommés | 15        | en stagnation |
|                          |                                                 |                |                |                |                |           |               |
| Votes valides            | Votes valides                                   | 272 022        | 99,46          |                |                |           |               |
| Votes blancs             | Votes blancs                                    | 576            | 0,21           |                |                |           |               |
| Votes invalides          | Votes invalides                                 | 904            | 0,33           |                |                |           |               |
| Total                    | Total                                           | 273 502        | 100            | 100            | en stagnation  | 70        | en stagnation |
| Abstentions              | Abstentions                                     | 52 053         | 15,99          |                |                |           |               |
| Inscrits / participation | Inscrits / participation                        | 325 555        | 84,01          |                |                |           |               |